# Südpazifikspiele 1999
Die Südpazifikspiele 1999 wurden vom 29. Mai bis zum 12. Juni 1999 auf Guam ausgetragen. Die Spiele waren die elfte Auflage der Südpazifikspiele seit 1963. Insgesamt nahmen über 3000 Athleten aus 21 Nationen und Territorien teil.

## Teilnehmer
Insgesamt 21 Nationen nahmen an den Spielen teil:
| - Amerikanisch-Samoa - Cookinseln - Fidschi - Föderierte Staaten von Mikronesien - Guam - Kiribati - Marshallinseln | - Nauru - Neukaledonien - Niue - Norfolkinsel - Nördliche Marianen - Palau - Papua-Neuguinea | - Salomonen - Samoa - Tahiti - Tonga - Tuvalu - Vanuatu - Wallis und Futuna |

## Sportarten
| - Baseball - Basketball - Beachvolleyball - Boxen - Gewichtheben - Golf - Judo - Kanu | - Karate - Leichtathletik - Netball - Ringen - 7er-Rugby - Schwimmen - Segeln | - Softball - Speerfischen - Taekwondo - Tennis - Tischtennis - Triathlon - Volleyball |

## Medaillenspiegel
| Platz  | Land                               | Gold | Silber | Bronze | Gesamt |
| ------ | ---------------------------------- | ---- | ------ | ------ | ------ |
| 1      | Neukaledonien                      | 72   | 54     | 44     | 170    |
| 2      | Fidschi                            | 33   | 32     | 37     | 102    |
| 3      | Nauru                              | 27   | 8      | 7      | 42     |
| 4      | Tahiti                             | 25   | 18     | 34     | 77     |
| 5      | Papua-Neuguinea                    | 19   | 31     | 34     | 87     |
| 6      | Samoa                              | 19   | 9      | 4      | 32     |
| 7      | Guam                               | 14   | 32     | 26     | 72     |
| 8      | Amerikanisch-Samoa                 | 7    | 3      | 5      | 15     |
| 9      | Föderierte Staaten von Mikronesien | 4    | 2      | 6      | 12     |
| 10     | Salomonen                          | 3    | 6      | 12     | 21     |
| 11     | Wallis und Futuna                  | 3    | 6      | 11     | 20     |
| 12     | Vanuatu                            | 2    | 8      | 12     | 22     |
| 13     | Nördliche Marianen                 | 2    | 6      | 8      | 16     |
| 14     | Tonga                              | 2    | 3      | 10     | 15     |
| 15     | Norfolkinsel                       | 1    | —      | 1      | 2      |
| 16     | Palau                              | —    | 7      | 3      | 10     |
| 17     | Kiribati                           | —    | 3      | 3      | 6      |
| 18     | Marshallinseln                     | —    | 2      | 5      | 7      |
| 19     | Cookinseln                         | —    | 1      | —      | 1      |
| Gesamt | Gesamt                             | 233  | 231    | 262    | 726    |